# Елдфел
Елдфел (исл. Eldfell) је вулканска купа на исландском острву Heimaey. Формирана је у вулканској ерупцији, која је почела без упозорења на источној страни острва у архипелагу Vestmannaeyjar 23. јануара 1973. године. Име у преводу са исландског значи Брдо ватре.

## Историја
Vestmannaeyjar је архипелаг који лежи на 20.000 км дугом вулкански активном раседу, који се протеже дном Атлантског океана. Састоји се од неколико острва која су настала вулканском ерупцијом за време холоцена. Острво Heimaey се појавило изнад нивоа мора пре 5 000 година када је лава подморског вулкана избила на површину.

## Ерупција
Око 20:00 сати десила се серија малих потреса у околини Хејмаејаа. Били су сувише слаби да би их становници осетили, али сеизмичка станица удаљена 60 километара, близу копна, забележила је преко 100 већих потреса између 01:00 и 03:00 следећег дана. Проређени сеизмички покрети су се наставили до 11:00 сати 22. јануара, након чега су престали све до 23:00 те вечери. Од 23:00 до 01:34,
Расед се брзо повећао са 300 метара до дужине од 2 километра, пресецајући острво од једне до друге обале. Спектакуларне ерупције лаве висине 50 до 150 метара јављале су се дуж целог раседа, који је достигао максималну дужину од 3 километра током првих неколико сати ерупције, али се активност убрзо концентрисала на један вентил, око 0,8 km северно од старе вулканске купе Helgafell надомак источног краја града.(2)
У раним данима ерупције, количина избачене лаве и пепела износила је око 100 кубних метара по секунди и за два дана лава је направила купу висине преко 100 метара. Ерупције су се наставиле до 19. фебруара таложећи пирокластични материјал на северном делу острва и повећавајући купу све док није достигла 200 метара.
Ово острво је одлична природна лука, једна је од најпрометнијих рибарских лука Исланда. Када је дошло до ерупције већина острвљана је спавала. Двојица радника која су се враћала из ноћне смене први су видели како се изнад земље појављује пламен и прераста у велики ватрени зид. Пет хиљада становика засипано је усковитланим црним пепелом, па су се брзо скупили у луци и евакуисали. До сигурног места на копну евакуација је вршена чамцима, бродовима, авионима и хеликоптерима. За то време, уз велику буку, пукотина у земљи се повећавала, скоро делећи острво на два дела. После неколико дана пукотину је затворила охлађена лава. Из три отвора и даље су избијали пепео и потоци лаве. Тим добровољаца вратио се у град да покуша да спасе град од уништења. Радили су без предаха, стружући црне наслаге песка и пепела са својих кућа. Лаву су прскали морском водом да убрзају њено стврдњавање и спрече је да затвори улаз у луку. Када је након пет месеци касније ерупција коначно стала установљено је да је изливена лава на дужини од 2 км прогутала добар део градске луке, уништила 1200 кућа и однела један живот.
Земља се затворила 26. јуна 1973. године али је једна трећина града била потпуно уништена. Већина становника вратила се на острво ; пошто је лука била спасена већина њих могла је да се врати риболову и да зарађује за живот.